# Diacovensia (časopis)
Diacovensia  (Ephemerides Theologica Diacovensis) je znanstveni časopis Katoličkog bogoslovnog fakulteta u Đakovu.

## Povijest
Diacovensia je počela izlaziti 1993. godine, najprije kao godišnjak, a od 2010. godine izlazi tri puta godišnje.

## Sadržaj
Objavljuje radove iz područja teologije i filozofije, ali i iz područja ostalih znanosti (književnost, sociologija, pedagogija, psihologija, pravo, prirodoslovne znanosti) koje se također bave religioznim područjem. Interdisciplinarnošću doprinosi dijalogu između teologije i filozofije i drugih znanosti. Dosadašnji glavni urednici bili su Nikola Dogan, Andrija Šuljak, Vladimir Dugalić, Ivica Raguž i Šimo Šokčević.

## Vanjske poveznice
Mrežna mjesta
- Diacovensia na Hrčku
- Ankica Landeka, Bibliografija časopisa "Diacovensia" (1993. – 2013.), Diacovensia 1/2014., Hrčak